# From the D 2 the LBC
Singles de Eminem
The King and I
(2022) Houdini
(2024)
Singles par Snoop Dogg
Touch Away
(2022)
From the D 2 the LBC est une chanson du rappeur Eminem, en collaboration avec Snoop Dogg et sortie en 2022. C'est le 2e single extrait de la compilation Curtain Call 2 d'Eminem.

## Historique
Une brouille entre Snoop Dogg et Eminem démarre en juillet 2020 lorsque le premier déclare dans l'émission radiophonique The Breakfast Club sur la radio WWPR-FM (en) qu'Eminem ne doit son succès qu'à son mentor, Dr. Dre. En réponse Eminem tacle Snoop Doggf sur le titre Zeus Music to Be Murdered By – Side B en décembre 2020. En janvier 2021, Snoop Dogg lui répond sur Instagram : « Prie pour que je ne réponde pas à cette merde ».
En octobre 2021, Snoop Dogg déclare que la brouille avec Eminem est close. Ils participent tous les deux au concert de la mi-temps du Super Bowl LVI en février 2022.
Le 24 juin 2022, Eminem publie sur Twitter un message annonçant la chanson avec une vidéo. Il dévoile également la pochette du single. Les deux artistes y apparaissent avec des avatars cartoonesques à tête de singe, en référence aux NFT de Bored Ape. Le jour de la sortie, Eminem et Snoop Dogg interprètent le titre à l'ApeFest, un festival de Bored Ape.

## Clip
Le clip est dévoilé en même que la chanson. Il est réalisé par James Larese. La vidéo mêle Prise de vues réelles et animation. Les parties animées sont dans un style cartoon-comics rappelant les avatars des rappeurs et leurs collections de NFT Bored Ape.

## Classements
| Pays et classement (2022)           | Meilleure position |
| ----------------------------------- | ------------------ |
| Australie (ARIA)                    | 64                 |
| Canada (Hot 100)                    | 35                 |
| Hongrie (Rádiós Top 40)             | 17                 |
| Irlande (Irish Singles Chart)       | 48                 |
| Nouvelle-Zélande Hot Singles (RMNZ) | 7                  |
| Suisse (Schweizer Hitparade)        | 66                 |
| Royaume-Uni (UK Singles Chart)      | 51                 |
| États-Unis (Hot 100)                | 72                 |
| États-Unis (R&B/Hip-Hop Songs)      | 18                 |